# Grappe industrielle
Une grappe d'entreprises, appelée aussi grappe industrielle, pôle de compétitivité ou cluster (anglicisme utilisé par une partie des publications francophones), est une concentration d’entreprises et d’institutions interreliées dans un domaine particulier sur un territoire géographique. Les grappes couvrent un ensemble d’industries liées et d’autres entités importantes pour la compétitivité. Elles comprennent, par exemple, des fournisseurs de produits spécialisés comme des composantes, de la machinerie, des services et des fournisseurs d’infrastructures spécialisées. Par exemple, la Silicon Valley contient au moins deux grappes industrielles, l'une spécialisée dans la fabrication de matériel électronique et l'autre dans la production de logiciels.
Concrètement, il s'agit d'une région, généralement urbanisée, où s'accumulent des savoir-faire dans un domaine technique donné, lesquels peuvent procurer un avantage compétitif à l'échelle internationale une fois atteinte une masse critique. La croissance économique générée tend à se propager aux autres activités locales, notamment dans les services et la sous-traitance.
Les grappes vont au-delà des canaux de distribution et des consommateurs ; elles s’étendent latéralement à des fabricants de produits complémentaires et à des entreprises liées par les compétences, la technologie ou des intrants communs.
Enfin, plusieurs grappes comprennent des institutions gouvernementales ou autres, telles que des universités, les agences, les instituts de formation et les associations d’affaires.

## Les apports théoriques
On peut trouver les germes des principes sous-tendant les pôles de compétitivité dans la théorie des avantages comparatifs de l'économiste classique David Ricardo : chaque pays (ou chaque région) gagne à se spécialiser dans la production où il possède un avantage relatif, c'est-à-dire là où il est
relativement le meilleur ou le moins mauvais. Les notions d’économie d'échelle sont également mobilisées.
Le professeur de stratégie d'entreprise de l'université de Harvard, Michael Porter, s'est inspiré de la théorie des avantages comparatifs pour proposer en 1990 la notion de pôles de compétitivité qui rassemblent, sur une même zone géographique et dans une branche d'activité spécifique, une masse critique de ressources et de compétences procurant à cette zone une position-clé dans la compétition économique mondiale.
Alfred Chandler, professeur d'histoire économique à Harvard, a été le premier à mettre en évidence l'idée de first mover et l'importance, pour la croissance d'une entreprise, d'un développement fondé sur le pôle de compétitivité. Dans ce contexte son ouvrage fondamental est Scale and Scope[réf. nécessaire].

## Les deux types de clusters
Dans tous les cas, la formation et le savoir-faire, à un niveau d'excellence mondiale, jouent un rôle dans l'existence de ces pôles. De ce point de vue on peut les classer en deux catégories :

### Clusters reposant sur la recherche scientifique de haut niveau (technopoles)
Le pivot d'une telle zone d'excellence est souvent une université dotée d'un centre de recherche scientifique de renom et très motivée par la coopération avec les entités économiques et financières locales. C'est le cas de :
- la Silicon Valley qui regroupe ces trois compétences : des universités (Stanford, Berkeley, Santa Clara), des entreprises technologiques (l'une des premières fut Hewlett-Packard) et des fonds de capital risque.
- l'agglomération de Bangalore en Inde, devenue également un pivot de recherche et développement technologique à l'échelle mondiale : de très nombreuses entreprises technologiques internationales y sont maintenant implantées.
- en Europe, les régions de Paris-Saclay, Grenoble, Toulouse, Bordeaux, Silicon Fen, Munich, Dublin, les districts italiens dit également districts industriels ou encore, districts marshallien en référence à Alfred Marshall, etc.

On parle par ailleurs de pôles de recherche et d'enseignement supérieur (PRES) concernant les regroupements d'universités et de centres de recherches en ensembles ayant la taille critique en matière de réunion de compétences. Cela vise notamment à atteindre une renommée internationale et un bon classement dans les comparaisons mondiales, pour attirer les meilleurs enseignants, chercheurs et étudiants. Le but est d'attirer aussi les meilleurs entreprises internationales du secteur concerné, au moins la partie consacré à la recherche et au développement.

### Clusters reposant sur des savoir-faire traditionnels
Certains pôles de compétitivité n'ont pas de rapport direct avec la recherche scientifique mais ont maintenu leur avance en savoir-faire au cours des âges : par exemple la Suisse pour l'horlogerie, Paris pour la haute couture et plus largement pour l'industrie du luxe en général ou Genève pour la finance. Dès le début des années 1990, le Pays basque espagnol fut le premier territoire à expérimenter le concept de pôle de compétitivité avec l'appui direct de Michael Porter autour de la sidérurgie et de la machine-outil. Douze pôles de compétitivité représentent désormais plus de 55 % du PIB basque[réf. nécessaire].

## Par pays
- Pôle de compétitivité en France